# Mai (mangá)
Mai (舞), conhecido no Brasil como Mai - A Garota Sensitiva é um mangá escrito por Kazuya Kudo e desenhado por Ryoichi Ikegami. Foi lançado originalmente entre 1987 e 1989 em 6 volumes. Foi o primeiro mangá a ser traduzido para inglês e publicado na América do Norte por Eclipse Comics e Viz Communications, embora não tenha sido o primeiro mangá a ser publicado em inglês. Foi publicado no Brasil em 1992. Como o material veio dos EUA, as páginas foram espelhadas e as onomatopéias traduzidas. Publicado em 8 volumes com 150 páginas em media.[carece de fontes?]

## Enredo
Mai Kuju é uma estudante japonesa de 14 anos detentora de um poder secreto. Apenas seu pai e uma terrível organização, a Aliança da Sabedoria, conhecem esse poder.
Mai herdou suas habilidades da mãe, já falecida. Transmitido por incontáveis gerações femininas, esse poder manteve a paz em Togakushi, sua terra natal, por mais de mil anos. Nenhum lugar do planeta experimentou tão longo período sem lutas.
Mas a Aliança da Sabedoria quer dominar o mundo e, para isso, precisa do poder de Mai. Só que, enquanto a garota viver, assim como sua filha e a filha de sua filha, as mãos do demônio não tocarão a Terra. O poder secreto de Mai é o poder do amor.